# 根間うい
根間うい（ねまうい）は、「あしびかんぱにー」が運営するバーチャルタレントグループおきなわ部に所属するVTuber。
沖縄県のインフルエンサーとして、沖縄県那覇警察署 一日警察署長となり啓蒙活動動画の発信や、国税庁沖縄国税事務所 令和三年分確定申告期スマホ申告・キャッシュレス納付推進アンバサダーをはじめとして、沖縄県のイベントのMCや広報を務めている。

また、根間ういはご当地VTuberユニット「日本烈島」にも参画している。
おきなわ部については後述を参照の事。

## 概要
VTuberグループおきなわ部の部長・根間ういは、2019年3月22日にデビューした沖縄発のVTuber。沖縄の方言である「うちなーグチ」を使用し、沖縄の文化や観光地、綺麗な海、美味しい沖縄料理の紹介をしたり、沖縄×エンタメで楽しいことを発信する。
おきなわ部の活動として、TwitterなどのSNSやYoutube動画 を使用し沖縄の情報案内や娯楽の提供を定常的に行っている。「歌ってみた動画」では歌詞をうちなーグチに変えて歌ってみたり、三線やフェーシを用いて沖縄民謡風に楽曲をアレンジするなど、言葉や沖縄伝統音楽等の無形文化を普及・記録する一翼を担っている(楽曲の沖縄アレンジは日琉芸能プロジェクトとのコラボレーション)。その他にも視聴者と双方向で情報のやり取りを可能なライブストリーミング配信を実施しており、リアルタイムでコミュニケーションを行うことで沖縄の魅力を伝える事に一役買っている。
また、声と外見から元気で明るく可愛らしいキャラクターと思われるが、スイッチが入ると時々「毒」を吐くこともあり、従来とのギャップに膝を折るういんちゅ も多い。

## キャラクター
沖縄県生まれの根間ういは沖縄県をこよなく愛し沖縄の魅力を世界中へ発信するために"「根間うい」の存在"自体に沖縄の伝統文化や特色が色強く反映されている。

### 背景
キャラクタデザインはあしびかんぱにー に所属する「カフテ」氏。根間うい本人が「"根間うい"をこの世に産んでくれた。」と、母親を意味する「ママママ」と呼ぶ事から、ういんちゅ も「ママママ」または「カフテママママ」と呼ぶ。なお、根間ういが「ママ」と呼はない理由は、社外で「ママ」と呼ぶとお互い気まずい事から「ママママ」と呼ぶようになった。

### 由来
苗字である「根間」は本来沖縄県の宮古島に多い苗字であるが、昨今は沖縄本島でも珍しくない苗字となっている。また、名前の「うい」は「初い(初々しい)」、可愛いを意味する「愛い」から「うい」と名付けられた。

### モデル
根間ういの衣装メインデザイナーはすべてカフテ氏とされている。

#### エイサー
根間ういのスタンダードなモデルであり、通常ではこのエイサー衣装で活動を行っている。

髪型は特徴のあるリング型のツインテール姿で緑色のおしゃれメッシュが入っている。根間うい本人は沖縄の海の色になぞらえて青く染めたかった が残念ながら緑色に染まってしまい、その色から「わかめヘア」と呼ばれる事もある。本人は「わかめ」を否定しているが時々ネタにされる事もある。
沖縄の代表的民謡「てぃんさぐぬ花」の歌詞になぞらえて、手・足共にネイルの色はてぃんさぐ(ほうせんか)の花の色の様に薄いピンクのグラデーションとなっている。
衣装は沖縄の伝統文化であるエイサーの衣装をモチーフにしており、打掛の左側(前面・背面共に)の肩口から裾にかけて琉球王朝時代から沖縄地方に伝わる伝統的工芸であるミンサー織りの五四柄(いつ世柄)があしらわれており、打掛の背中部には沖縄県の県章を参考に作られた根間ういのシンボルがワンポイントとして付いている。
帯(ウービ)は横に長く垂らす「ナガウービ」のスタイル。脚絆は通常のエイサー衣装では縦縞が一般的ではあるが、可愛く見せるため横縞に変更されている。また身長が低い為か厚底の草履を使用している。

#### 琉装
2020年7月25日 おきなわ部一周年記念ライブ HIGH TIDE で新衣装としてデザインされたステージ衣装。

琉球王朝の王族・士族が身に着けていた沖縄伝統工芸の「沖縄紅型(びんがた)」を使用し上下2ピース構成の衣装となっている。琉装着付特有の「ウシンチー」で着付けており、オレンジ色の紅型に花笠風のフードと振袖が特徴。ローウェストのミニスカートに足元はロングブーツで髪のメッシュは緑と赤色の2色になっている。後ろ姿は大きなリボンとハート型の切り込み、腰にはカフテ氏拘りの紐で×型がデザインされており、主にライブ等のステージで利用される衣装となっている。

紅白琉装
2023年10月18日の5回目の根間うい誕生日配信にて色違いモデルが発表された。

2ピースの紅型振袖は紅白の二色が基調となり、タイツは金色と白のボーダー、ブーツは白色と全体的に明るめの色合いとなっている。

2023年12月23日 OKIVFES「SOUND WAVE 2023」にて初披露

#### 水着(ぐるくんTシャツ)
YouTubeチャンネル「根間ういちゃんねる【おきなわ部】」登録者数5万人登録を記念して2020年8月28日に公開された新衣装。

根間うい自身がデザインした「ぐるくん」をプリントしたTシャツにホットパンツ姿で虹色のサンダルを履いている。頭には花冠、ツインテールと後頭部に花があしらわれており太ももにはカフテ氏の拘りである紐のワンポイント、ネイルは通常よりも濃い赤色でアクセサリとして右手首にピンク色のシュシュと左足首に虹色のアンクレットを付けている。

ぐるくんTシャツとホットパンツは脱着可能で水着衣装は赤色のビキニ姿で胸元の三段フリルと背中の×模様が特徴となっている。

#### かりゆしウェア
2022年1月11日に公開された沖縄県で公式な場での正装として着られるかりゆしウェアをモチーフにした新衣装。

ハイビスカス柄のピンク色のかりゆしウェアと7分丈の白色タイトパンツに足元は白色ハイヒール姿。髪型はゆるふわポニーテールでメッシュが赤色に変更されており、根間うい自身が提案した紅芋とうむくじ天ぷらのヘアピンが付いている。鍔が大きいキャペリンハットを被っており帽子には2つのハイビスカス、スターフルーツ、ヤドカリとししごんがデザインされており帽子のリボンからはサンゴの貝殻のアクセサリが垂れさがっている。耳にマンゴーのピアスと左手首にブレスレットが付いている。

帽子は脱着可能でオプションとしてハイビスカスのカチューシャが用意されている。根間ういが国や県などのイベントに登場する機会が増えた為、主にそのような公の場に出席する際に使用する正装とされている。

#### 警察官
「令和4年 年末年始の交通安全県民運動開始式」にて那覇警察署 一日警察署長に任命された
事により2022年12月13日に公開された警察官の新衣装。

胸の階級章は警視正。制帽の警察章(記章)や右腕の沖縄県警察エンブレムはデフォルメされずオリジナルを踏襲している(ただし帯章と袖章は紺色線のみで金色線は無し)。制帽は脱着可能となっている。

髪型はかりゆしウェアモデルと同じゆるふわポニーテールの赤色メッシュとなっており、根間ういの代名詞であるハイビスカス及びその他のアクセサリ類は一切ない事が特徴。

### その他
根間うい自身が趣味の範囲でバイオリンを習っており配信のBGMを自ら演奏することもある。 。元来より沖縄伝統芸能に興味があったとの事で、沖縄の伝統弦楽器である三線を習い始め、おきなわ部一周年記念ライブ「HIGH TIDE!」にて三線を演奏しその成果を披露した。また、保育士資格や書道八段の段位を有しており、HYとのコラボ楽曲である「青々」のジャケットに使用されている毛筆文字は根間うい自身の揮毫によるものである。
声のモノマネの持ちネタは「トゲピー、ルージュラ、スリーパー、(ポケットモンスター)」、「餃子(ドラゴンボール)」、「オメガシスターズ」「おじゃる丸」などがあり、場を盛り上げると同時に氷つかせるスキルを持つ。
好きなもとして公式発表されているものは「うむくじてんぷら」・「ドラゴンクエスト」・「人狼ゲーム」がある。またその他の非公式プロフィールでは「ヒラヤーチー」・「ポーポー」・「アイマス」が好きと語っており、本人の発言やツイートから「チョコレート」「肉(ステーキ)」は大好物であると予想される。苦手なものとして公式発表 されているものは「ボウリング」・「泡盛A1ソース割り」があるが、収録動画において「天使の羽根のゴーヤージュース漬け」を「泡盛のA1ソース割りを超えるヤバさ」と表現している。そのほかにも本人のツイートや発言より「辛いもの」・「牛乳」・「トマト」・「コーヒー」などは得意でないと考えられる。

### ブラックうい
容姿は根間ういそのものであるが、その名の通り「黒みがかった根間うい」の姿をしている。
根間ういが「沖縄が大好き」であるのに対し、ブラックういは「沖縄に対してネガティブな言動」を繰り返しており、根間ういとは正反対の感情の持ち主である。
また、動画上で根間ういと相対している描写があることから、根間ういの別人格ではなく完全に別キャラクターとして存在していることが解る。

### ♰音魔★うい♰
名前の読みは「ねまうい」。現時点で根間ういと相対する描写はないが公式に「全くの別物である」と公表されている事から根間ういの別人格という設定ではない。
厨二病をこじらせた東京都出身のキャラクターであり沖縄県外者の視点を紹介する際に登場する機会が多い。
容姿はエイサーモデルと同じであるが、キービジュアルではオッドアイの瞳に眼帯をしており、手の甲に紋章をつけ右手に包帯を巻いている事が特徴。東京都出身のため沖縄の方言であるうちなーぐちを話さず厨二病特有の言い回しをする(沖縄→オフィング・ロープ、美ら海水族館→聖海に集いし魚たちの理想郷 等)。一人称は「我(われ)」。

## 来歴
2014年
- 7月23日 あしびかんぱにー 創立

2018年
- 4月12日 Twitterにてあしびかんぱにー 公式アカウントを作成。後のししごんアカウントとなる
- 9月21日 東京ゲームショウの会場投票にて事前に公開されていたVTuber候補の中から根間ういが選出される
- 9月26日 あしびかんぱにー 公式アカウントをししごんが乗っ取る。これ以降ししごんの趣味アカウントとなる
- 10月17日 YouTube におきなわ部公式アカウントを作成。後の「根間ういチャンネル【おきなわ部】」となる
- 10月18日 根間うい誕生

2019年
- 3月22日 YouTubeにて「根間うい＆おきなわ部」初配信 VTuberとしての活動を本格的に開始
- 5月17日 大蔦エルと初のVTuberコラボ配信を行う
- 5月21日 ファンネームはファンからの公募によって「ういんちゅ」に決定
- 7月15日 おきなわ部 YouTubeチャンネル登録者数 1万人達成
- 8月1日 おきなわ部 YouTubeチャンネル登録者数 2万人達成
- 9月1日 おきなわ部 YouTubeチャンネル登録者数 3万人達成
- 9月10日 SHOWROOMにおきなわ部のアカウントを作成。初配信
- 9月30日 大蔦エル活動一周年記念配信にてご当地VTuberユニット「日本烈島」を発表。その初期メンバーとして選出される
- 10月18日 おきなわ部 FANBOX開設 おきなわ部 - PIXIV FANBOX のちに「ファンクラブ」と改名
- 10月30日  おきなわ部 YouTubeチャンネル登録者数 4万人達成
- 11月25日 おきなわ部の新入部員として 獅子丸ほむら、獅子丸しずく 初登場・初配信

2020年
- 3月17日 根間うい はじめてのろけ で久米仙酒造㈱に訪問
- 3月22日 おきなわ部１周年記念 Virtual Live「『HIGH TIDE！』～皆にハイタイ！君にアイタイ！～ 」のクラウドファンディングを開始
終了日の4月13日までに目標の400% を超える4,361,580円が集まる
- 4月28日 新型コロナウイルスに伴う沖縄観光業へ支援として「沖縄物産支援プロジェクト」を開始
※6月7日 製品完売に伴い沖縄物産支援プロジェクト終了(1,000セット以上の販売となった)
- 5月27日 日本テレビが企画する VTuber ネットワーク「V-Clan」に初期メンバーとして参画 
- 6月19日 沖縄県の大型複合商業施設イーアス沖縄豊崎内にVTuberグッズ専門店「ぶいんちゅ！」がオープン
- 7月13日 おきなわ部一周年企画としてDMMスクラッチくじ発売 
- 7月19日 おきなわ部 YouTubeチャンネル登録者数 5万人達成
- 7月25日 おきなわ部１周年記念 Virtual Live「『HIGH TIDE！』～皆にハイタイ！君にアイタイ！～ 」をSHOWSTAGEにて開催
- 7月25日  新衣装「琉装」モデルを公開
- 7月25日 HIGH TIDE! 内で おきなわ部の獅子丸ほむら、獅子丸しずくの独立チャンネル「ほむしずちゃんねる【おきなわ部】」を発表。これに伴い従来の「根間うい＆おきなわ部」より「根間ういちゃんねる【おきなわ部】」に変更される
- 8月28日 新衣装「水着(ぐるくんTシャツ)」モデルを公開
- 8月30日 新型コロナウィルスによる学校休校に伴う、学校給食用食品の販売プロジェクト PR活動 
※9月11日 プロジェクト予定終了日(9月20日)を待たずに限定800食を完売しプロジェクト終了
- 10月4日 沖縄テレビ(OTV) 根間うい初の冠番組となる地上波TV番組「Vチューバ―・根間ういのちゅーばーTV」放送開始
- 10月5日 沖縄初のプロ野球チーム「琉球ブルーオーシャンズ」のバーチャル応援大使に就任

- 10月13日 久米仙酒造株式会社とのコラボレーションで、世界初となる泡盛ベースのチョコレートフレーバリキュール「ちょこもり」を発売 

2021年
- 1月22日 LINE 根間ういの沖縄方言スタンプを発売
- 1月23日 「MoguLive 2021年期待したいVTuber」視聴者アンケートにて Top20選出 
- 3月3日 「離れていても沖縄体感！バーチャル国際通りOPEN 奇跡の１マイル再現プロジェクト」PR大使就任
終了日の3月31日までに目標を超える6,112,887円が集まる
- 7月27日 ローソン 九州沖縄フェア コラボ 
- 8月1日 根間ういちゃんねる【おきなわ部】 YouTubeチャンネル登録者数 6万人達成
- 8月2日 ちょこもりを使用した商品の移動販売車、「ちょこもりキッチンカー」オープン 
- 9月1日 日本トランスオーシャン航空(JTA) 機内放送"沖縄POPS"チャンネルにて「ウミワタリ」「スタートダッシュ」「青々」機内限定放送開始
- 10月18日 久米仙酒造株式会社コラボ「エタノール除菌スプレー」発売
- 10月18日 琉球黒糖株式会社とのコラボレーションで「チョコっとぅ マンゴー味」を発売
- 10月20日 1st ミニアルバム「 UI ♡ Okinawa 」(ういらぶおきなわ) 発売
- 10月26日 超速インターネット回線サービス「GamingLINEforストリーミング」TVCMイメージキャラクターを担当
- 11月18日 ResorTech EXPO in Okinawa アンバサダー就任
- 12月11日 ヴィレッジヴァンガード とのコラボレーションで「おきなわ部ぬいぐるみ」を発売

2022年
- 1月11日 新衣装「かりゆしウェア」モデルを公開
- 1月14日 国税庁 沖縄国税事務所 令和三年分確定申告期 スマホ申告・キャッシュレス納付推進アンバサダー 就任
- 2月1日 沖縄県浦添市制作のショートアニメ「琉球タイムライン-未来少女と古の王-」応援団長 就任 
- 2月2日 「MoguLive 2022年期待したいVTuber」視聴者アンケートにて10位に選出 
- 3月1日 高良レコード店 とのコラボレーションで「コラボピック(ギターピック)」発売
- 3月4日 日本郵便株式会社とのコラボレーションで「根間ういオリジナルフレーム切手セット」を発売
- 3月15日 トヨタレンタカー那覇空港シーサイド店とのコラボレーションで「シャトルバス車内案内放送」を担当
- 4月28日 キャッチンカー CMキャラクターを担当 
- 5月13日 アパレルブランド LIVERTINE AGE(L.T.A) とのコラボレーションで「根間うい＆ブラックうい コラボアイテム」を完全受注販売
- 5月28日 根間うい Twitter活動を休止
- 6月7日 根間ういちゃんねる【おきなわ部】 YouTubeチャンネル登録者数 7万人達成
- 6月14日 空えぐみ著「沖縄で好きになった子が方言すぎてツラすぎる」(くらげバンチ)との沖縄コラボレーション企画動画を公開
- 7月3日 JAL presents 第19回 琉球海炎祭 PR大使就任
- 7月7日 根間うい Twitter活動を再開
- 7月22日 根間ういちゃんねる【おきなわ部】 YouTubeチャンネル登録者数 8万人達成
- 7月26日 「VTuberチップス4」コラボレーション。キャラクターカードに選出
- 10月11日 沖縄県旅行支援企画「おきなわ彩発見NEXT」PR大使
- 10月13日 仙台育英学園沖縄高等学校 第1回オープンキャンパス募集ポスターモデルに採用
- 10月28日 - 11月7日 OKINAWA JAPAN VIRTUAL FES(OKIVFES) PR大使就任
- 11月17日-18日 ResorTech EXPO 2022 in Okinawa アンバサダー就任
- 12月1日 トヨタレンタカー那覇空港店「シャトルバス車内案内放送」を担当
- 12月12日 学校法人角川ドワンゴ学園・うるま市教育委員会「うるま“島人(しまんちゅ)クリエイター”プロジェクト」ゲスト講師として登壇 
- 12月13日 新衣装「警察官」モデルを公開
- 12月20日 那覇警察署 一日警察署長に任命

2023年
- 3月3日 那覇警察署より感謝状を授与
- 6月14日 仙台育英学園沖縄高等学校 オープンキャンパスポスターモデルに採用 
- 7月23日 UmiTourism(うむいツーリズム) 根間ういラッピングバス 就航
- 7月28日 かねひで 沖縄を感じられる厳選の「根間ういコラボセット」販売開始
- 7月31日 根間ういちゃんねる【おきなわ部】 YouTubeチャンネル登録者数 9万人達成
- 8月20日 根間ういスタンプ プリクラ機登場 
- 10月28日 第3回首里城うむいの燈ランタンウォーク オープニングコメント出演
- 11月9日-10日 ResorTech EXPO 2023 in Okinawa アンバサダー就任
- 11月17日 ゆいレール 「ゆいレール x VTuber スタンプラリー」コラボ
- 12月2日-17日 バーチャルマーケット 2023Winter ヤマハ発動機 「YVM-P01」根間うい仕様移動体の案内音声コンテンツ

- 12月9日 沖縄の観光施設を根間ういがAR(Augmented Reality)で紹介する「ういなび」設置(・エイサー会館(沖縄市)・ユンタンザミュージアム(読谷村)・具志頭歴史民俗資料館(八重瀬町)・うふあがり人と自然のミュージアム(北大東村))
- 12月10日 沖縄トヨタ自動車「燃費王決定戦」イベント出演
- 12月 沖縄県警察 美ら島2024 交通安全啓蒙ポスターに採用

2024年
- 2月5日 TVアニメ「沖縄で好きになった子が方言すぎてツラすぎる」PR大使に就任
- 4月9日 新学社 5年生 社会科資料集 「仮想化の"新しい観光の形"」としてバーチャル沖縄と共に根間うい掲載
- 4月26日 「のるウェイ！ クルマがわからない人のためのWEBマガジン」初心者やペーパードライバーでも沖縄に行きたい！ご当地VTuber・根間ういオススメの車で巡る沖縄の観光スポット！インタビュー記事掲載
- 6月26日  沖縄県警察 飲酒運転・自転車安全運転・SNS詐欺啓蒙動画出演
- 8月5日 根間ういちゃんねる【おきなわ部】 YouTubeチャンネル登録者数 10万人達成

## イベント
2019年
- 3月22日 デビュー当日に出演したのばん組のアイキャッチ選手権にて「おめがレイちゃん賞」を獲得し鮮烈なデビューを果たす
- 4月21日 沖縄コスプレバンケット にてメインナビゲータとしてメインメインステージで司会を行う。根間ういの初の対外イベントである 
- 4月28日 イオンモール沖縄ライカム 「レジェンドスポーツヒーローズ沖縄ライカム店」オープン記念、イベントMC
- 5月3日 沖縄こどもの国フェスティバル2019 ファンミーティング 
- 6月2日 ナゴヤVTuberまつり (2日目) 出演 
  - VTuber ご当地コラボステージ

- 7月20日 VTuberスター誕生 VV(ブイブイ)行こうぜ 出演 
  - アーティスト部門 に出演「海の声」にてチャンピオンを獲得

- 8月23日-25日 第64回 全島エイサー祭り アシスタントMC 
- 9月12日-15日 東京ゲームショウ におきなわ部として参加
- 10月6日 世界初VTuberと、リアルメンバー混成で行うリアル人狼ゲーム イベント「にゃん人狼」を主催。
- 12月15日 第二回 ナゴヤVTuberまつり 出演 
  - 企画ステージ 企画⑥「目指せてぇてぇの向こう側！つよつよ妹ボイスGP」
  - 音楽ステージ 日本烈島としてデビュー (※日本烈島として出演)
  - M1.「ようこそジャパリパークへ」 M2.「ロキ」 M3.「We're The Lights」

2020年
- 2月5日-6日 Okinawa Startup Festa 2020 MC
- 5月2日 「バーチャル推し電WA!!」に参加
- 5月30日 【PUBG MOBILE】AS OKINAWA タレントCUP (※根間ういとサブカルアイドル チームとして参戦)
- 7月18日 第2回【PUBG MOBILE】AS OKINAWA タレントCUP  (※AS_根間ういチーム として参戦)
- 7月19日 VILLS(SPWN) (※日本烈島として出演)
  - バラエティーステージ 「ガチ恋距離！シチュエーションボイス対決」
  - 音楽ステージ M1.「劣等上等」  M2.「恋は混沌の隷也」 M3.「We're The Lights」

- 7月25日 「『HIGH TIDE！』～皆にハイタイ！君にアイタイ！～ 」(SHOWSTAGE)
- 9月22日 「 Life Like a Live (えるすりー)」 (※日本烈島として出演)
  - M1.「はなまるぴっぴはよいこだけ」(参考振り付け)  M2.「We're The Lights」

- 9月26日 「ネットおしゃべりふぇす(2020.9)」 出演 
- 10月9日 「女子会できるかな？」 出演
- 10月24日-25日 第44回沖縄の産業まつり オンライン番組生配信 MC
  - 10月24日 ういちゃんLIVE M1.「千本桜」 M2.「海の声」 M3.「ちゅらちゅら☆ゆいまーる」
  - 10月25日 ういちゃんLIVE M1.「海の声」 M2.「キミノヨゾラ哨戒班」 M3.「ファンサ」

- 10月29日-11月1日 ResorTech Okinawa おきなわ国際IT見本市 2020 
- 10月30日 Okinawa Startup Festa 2020+ Virtual スタートアップピッチ MC 
- 11月13日 AIKATA感謝祭 MC 
- 11月21-29日 Okinawa E-Motion 2020 出演 
  - 11月22日、29日ファンミーティング
  - 11月28日 オンラインライブ
  - M1.「島唄」 M2.「海の声」 M3.「ウミワタリ」 M4.「Lemon」 M5.「キミノヨゾラ哨戒班」 M6.「ファンサ」

2021年
- 2月5日 味覚糖(UHA味覚糖) e-ma e-ma project に参加
- 2月21日 「バーチャル推し電WA!!4」に参加
- 3月21日 VILLS vol.2(SPWN) (※日本烈島として出演)
  - 音楽ステージ M1.「神のまにまに」 M2.「もってけ！セーラーふく」 M3.「We're The Lights」 ED.「明日へ走れ」

- 6月5日 「日本烈島 バーチャルファンミーティング」 に参加
- 7月3日 「バーチャルOKINAWAβ版 OPEN記念ライブ」(VRChat)
  - M1.「ダイナミック琉球」 M2.「いーあるふぁんくらぶ」with 舞鶴よかと M3.「ちゅらちゅら ゆいまーる」with 舞鶴よかと M4.「キミノヨゾラ哨戒班」 M5.「ウミワタリ」

- 9月4日 「一万人のエイサー踊り隊2021オンラインINバーチャルOKINAWA」MC(VRChat)
- 9月23日 「とーくすぽっと」
- 12月18日 「アニ狂イ」ライブパフォーマンス参戦 
  - M1.「青空のラプソディー」M2.「God knows...」M3.「青々」M4.「スタートダッシュ」M5.「Snow halation」

- 12月19日 VILLS vol.3(SPWN) (※日本烈島として出演)
  - ＜DAY2＞ 音楽ステージ M1.「オリ曲ソロメドレー」M2.「おこちゃま戦争」M3.「We're The Lights」ED.「明日へ走れ」

2022年
- 1月17日 「日本烈島&まりなす バーチャルファンミーティング」に参加
- 3月11日 那覇市とのコラボレーションで「令和3年度 那覇市長賞受賞商品」のライブコマース配信 MC
- 7月30日 舞鶴よかと トークイベント「よかと----く！」(博多マルイ) ゲスト出演 (※日本烈島として出演)
- 11月5日 OKINAWA JAPAN VIRTUAL FES(OKIVFES) 根間ういバーチャルライブ「『ういばーす』 LIVE IN OKINAWA JAPAN VIRTUAL FES」出演
  - M1.「青々」M2.「島人の宝」M3.「ぐるくんのうた」M4.「ファンサ」M5.「島唄」M6.「ダイナミック琉球」M7.「スタートダッシュ」M8.「キミノヨゾラ哨戒班」En1.「オジー自慢のオリオンビール」En2.「ウミワタリ」

- 11月12-13日 沖縄セルラーCUP eスポーツ大会 根間ういジャンケン大会、BINGO大会
- 12月16日 「ORANGE RANGE ㊗21周年! メタバースナイト in VIRTUAL PYRAMID」イベントMC

2023年
- 1月14-15日 沖縄セルラーCUP eスポーツ大会 根間ういBINGO大会
- 2月18-19日 第63回 沖縄トヨタ 春のフルラインアップフェスティバル MC
- 3月11日 沖波祭2023 イベントMC 
- 10月21日 根間ういファンミーティング開催
  - M1.「ファンサ」M2.「オジー自慢のオリオンビール」M3.「粛聖!! ロリ神レクイエム☆」

- 12月16日 BEAMS 「X LIVE(クロスライブ)」出演
  - M1.「キミノヨゾラ哨戒班」

- 12月23日 OKIVFES「SOUND WAVE 2023」出演 
  - M1.「ウミワタリ」M5.「U.S.A.」with ピーナッツくん M8.「アイドル」with 富士葵 M9.「島人ぬ宝」with 富士葵

2024年
- 2月11日 琉球國祭り太鼓 40周年記念公演「開鐘 -keijo-」 出演
  - M5.「IYA-SA-SA！」 M6.「千本桜」

- 6月15・23・30日 JVCケンウッド 「MAGICAL JUKE BOX」出演、広瀬香美と共演
  - M1.「スタートダッシュ」 M7.「Hello you,Hello me」

- 8月12日 Re:AcT Re:AcTサマーin沖縄スペシャルライブ ゲスト出演予定
  - M3.「夏祭り」with 獅子神レオナ & 丸餅つきみ  M8.「君と夏フェス」witn 獅子神レオナ & 花鋏キョウ

## 出演

### テレビ・ラジオ・CM・新聞・情報誌
2019年
- 3月22日 BS日テレ(BS4)「のばん組」出演 根間ういデビュー当日に番組内のアイキャッチ選手権にて「おめがレイちゃん賞」を獲得し鮮烈なデビューを果たす
- 3月31日 沖縄テレビ(OTV)「OTVプライムニュース」パイナップルを持って生放送初出演
- 4月8日 沖縄テレビ(OTV)「Hi～Pu～Hop! ひーぷー☆ホップ」生放送出演
- 6月18日 琉球朝日放送(QAB) 「十時茶まで待てない」 出演 
- 7月20日 中京テレビ(CTV) 「VTuberスター誕生 VV(ブイブイ)行こうぜ」出演 
- 10月12日 沖縄テレビ(OTV)「Hi～Pu～Hop! ひーぷー☆ホップ」生放送出演
- 11月2日  沖縄テレビ(OTV)「沖縄テレビ開局60周年記念番組 スイッチ！OTV」番組スペシャルサポーター兼、同番組のCMイメージキャラクターを担当
- 12月1日 BS日テレ(BS4)「のとく番 ～アイは世界を繋ぐ～ 2019」の番組内企画「てぇてぇTV特別編 キズナアイiｎ沖縄」出演

2020年
- 3月19日 BS日テレ(BS4)「しゅみじん」出演 
- 7月18日 中京テレビ(CTV) 「ボイメンジャパネスク」出演 VILLSの宣伝 
- 7月25日 沖縄テレビ(OTV)「Hi～Pu～Hop! ひーぷー☆ホップ」出演 HIGH TIDE! 宣伝
- 7月30日 沖縄タイムス 「ほ～むぷらざ」に掲載 
- 7月31日 BS日テレ(BS4)「てぇてぇTV」VTR出演 ご当地Ｖが地元の魅力をアイちゃんにＰＲ！！(前半)
- 8月5日 沖縄のタウン情報誌「おきなわ倶楽部 8月号」に「ぶいんちゅ！」開店記事掲載 
- 8月7日 BS日テレ(BS4)「てぇてぇTV」ご当地Ｖが地元の魅力をアイちゃんにＰＲ！！(後半)
- 8月20日 超速インターネット回線サービス「 GamingLINE 」 のTVCMイメージキャラクターを担当
- 9月30日 沖縄経済情報紙「沖縄ベンチャースタジ 63号」表紙およびインタビュー記事掲載 
- 10月1日 ラジオ沖縄(ROK)「ティーサージPARADISE」ゲスト出演
- 10月4日 沖縄テレビ(OTV)「Vチューバ―・根間ういのちゅーばーTV」 根間うい 初となる冠番組スタート
- 10月9日 琉球放送(RBC) 沖縄初のプロ野球チーム「琉球ブルーオーシャンズ」のバーチャル応援大使就任に伴うニュースに出演および記事掲載 
- 10月15日 沖縄テレビ(OTV)「OTV Live News it! ブルームーンパートナーズ・アイランドスコープ」 に沖縄のインフルエンサーとしてインタビュー出演
- 10月16日 「劇場版 鬼滅の刃 無限列車編」のシネマ・アドバタイジング(映画館広告放送)「キッズエイト」のイメージキャラクタ―を担当 
- 10月16日 スポーツニッポン(スポニチ) にて琉球ブルーオーシャンズのバーチャル応援大使就任インタビュー記事掲載
- 11月7日 沖縄テレビ(OTV)「Hi～Pu～Hop! ひーぷー☆ホップ」生放送出演
- 11月14日 沖縄タイムス 仮装キャラ県産品PR記事として掲載 

2021年
- 1月30日 FM那覇「沖縄コスプレタウン」コメント出演 
- 2月27日 沖縄タイムス 経済再興への道 コロナ禍の挑戦「Vチューバー」で販促 として特集記事掲載 
- 2月27日 沖縄テレビ(OTV)「Hi～Pu～Hop! ひーぷー☆ホップ」出演 特別企画「一万人じゃないけどエイサー踊りたい」
- 3月7日 ツボデリ沖縄 CMイメージキャラクターを担当 
- 3月9日 中京テレビ(CTV) 「出張、HANJO！神社」出演 VILLS vol.2の宣伝 
- 3月 沖縄ヤマト運輸 CMイメージキャラクタ―を担当
- 4月2日 琉球新報 「仮装国際通り」公開へ掲載 
- 4月7日 ITブリッジ沖縄 沖縄の情報通信関連産業紹介プロモーションビデオにアンバサダーとして出演 
- 4月9日 NHK沖縄放送局(NHK)「ぶらっくりゅうちぇる x 根間うい NHKを語ってみた！」に出演
- 8月4日 FM沖縄(JOIU)「ハッピーアイランド」ゲスト出演
- 8月8日 ラジオ沖縄(ROK)「タマアゲSUNDAY」ゲスト出演
- 8月28日 FM沖縄(JOIU)「TOMMYの ぬちぐすいNIGHT」ゲスト出演
- 10月9日  沖縄タイムス ボイスインタビュー掲載 
- 10月11日 沖縄タイムス Web限定記事掲載
- 10月11日-16日 ラジオ沖縄(ROK)「ROK GO GOアーティスト」1stアルバム "Ui ♡ Okinawa" より「ダイナミック琉球」オンエア
- 10月17日 ラジオ沖縄(ROK)「ティーチャー響の西町にちよう学園」出演
- 10月23日 ラジオ沖縄(ROK)「アニメ魂のラジオ アニ魂」ゲスト出演
- 10月31日 沖縄県知事公室 特命推進課主催「令和3年 首里城復興イベント "首里城プロジェクションマッピング ～首里城が繋ぐ過去から未来へ～"」応援メッセージ 
- 11月5日 沖縄タイムス 沖縄のニュースを声で紹介する「サクッと沖縄」にてアナウンサーデビュー

2022年
- 1月15日 琉球新報 「「スマホで確定申告して」税申告大使に就任」 記事掲載
- 1月16日 沖縄タイムス 「電子申告PR 沖縄国税事務所 アンバサダーに任命」 記事掲載
- 3月 経済産業省 未来の教室が運営するSTEAMライブラリー「未来につづけ！天気の子からのメッセージ ～未来への思いこめて、届けよう～」メインキャストとして出演 (コンテンツ提供：ケイオーGoodjob!ジョイオブパートナーズ)
- 3月4日 沖縄タイムス 「ういさん切手 きょう発売 Vチューバー 関東と県内の６郵便局」 記事掲載
- 3月6日  琉球新報 「「根間うい」切手セットに　那覇3郵便局で限定販売　バーチャルユーチューバー」 記事掲載
- 4月19日  FM沖縄(JOIU)「平成JUKE BOX」ゲスト出演
- 5月10日 OKITIVE(沖縄テレビ(OTV)) 根間と後間、”W間”の感じた『復帰』とは【沖縄本土復帰50年】記事掲載 
- 5月12日 OKITIVE(沖縄テレビ(OTV)) バーチャルとリアルも全世界に発進！沖縄ご当地VTuber 根間ういさんインタビュー 記事掲載 
- 5月15日 沖縄テレビ(OTV)「"復帰50年未来へ" オキナワ・沖縄・OKINAWA」本土復帰50年記念放送番組 出演 
- 6月16日 RKB毎日放送(RKB) 「エンタテ！区 」"もっと沖縄にめんそーれー！バーチャルOKINAWA" 出演
- 8月20日 沖縄テレビ(OTV)「Hi～Pu～Hop! ひーぷー☆ホップ」にて「ぐるくんのうた」紹介放送
- 8月20日 ラジオ沖縄(ROK) 「アニメ魂のラジオ　アニ魂」にてコメントおよび「ぐるくんのうた」オンエア
- 9月19日-25日 ラジオ沖縄(ROK)「ROK GO GOアーティスト」にてコメントおよび「ぐるくんのうた」オンエア
- 9月20日 FMアップル ラジオコネクトにてコメントおよび「ぐるくんのうた」オンエア
- 9月29日 沖縄情報誌「ジュクタン 10-11月号」裏表紙に掲載 
- 12月20日 OKITIVE(沖縄テレビ(OTV))令和4年 年末年始の交通安全県民運動開始式 那覇警察署一日警察署長就任会見オンエア
- 12月21日 琉球新報 那覇警察署 一日警察署長「安心して暮らせる街に」記事掲載

2023年
- 1月1日 沖縄タイムス 「8 OKINAWAインフルエンサー 正月特集」記事掲載
- 1月1日 那覇バスターミナル 大型サイネージ 放送 
- 1月15日 1月29日 2月5日 テレビ朝日 「新世界 メタバースTV!!」 ご当地VTuberとして紹介
- 2月18-19日 第63回 沖縄トヨタ 春のフルラインアップフェスティバル CMイメージキャラクター担当
- 3月1日 JTBパブリッシング るるぶFREE Vol.48 沖縄 ('23 3～8月)掲載
- 10月6日 RBCiラジオ(JORR) 「MUSIC SHOWER Plus+」ゲスト出演。沖縄トヨタ 燃費王決定戦PR 
- 10月31日 J-CASTトレンド「沖縄ご当地VTuber・根間うい 取材で明かす「バーチャル観光大使の夢」までの距離」記事掲載
- 11月13日 琉球朝日放送(QAB)「CATCHY(キャッチー)」プレゼントコーナー出演
- 12月10日 沖縄テレビ(OTV) ぐしけんさん Vol59 OKIVFES紹介
- 12月16日 沖縄テレビ(OTV)「Hi～Pu～Hop! ひーぷー☆ホップ」出演。OKIVFES2023 ワールド紹介

2024年
- 1月1日 那覇バスターミナル 大型サイネージ 放送
- 2月12日 テレビ東京 「田村淳のTaMaRiBa」#62 VTuber×地域創生プロジェクト 出演
- 9月05日 「のるウェイ！ クルマがわからない人のためのWEBマガジン」沖縄は、初心者ドライバーに優しすぎる最高の場所だった─ 沖縄ドライブ実践レポート1日目
- 9月13日 「のるウェイ！ クルマがわからない人のためのWEBマガジン」VTuber根間ういちゃんオススメの沖縄名所を巡りまくる！ 沖縄ドライブ実践レポート2日目
- 9月13日 Entergram 「制服カノジョ2」 ゲスト出演
- 9月29日 琉球朝日放送(QAB) 「ウチラン 新発見！？沖縄のポップキャラクターランキング#114」ぐるくん紹介
- 11月26日 KADOKAWA 地元が最高で最強！～ご当地VTuberアンソロジー～(ISBN：9784041153321) 

### 声優
2022年
- 2月 「琉球タイムライン-未来少女と古の王-」（金城翼）

2025年
- 1月 「沖縄で好きになった子が方言すぎてツラすぎる」（エイサー女性司会）

## タイアップ
2019年
- 10月 琉球朝日放送(QAB) 天気予報「お天気 Qごろ～」- MusicVideo 「キミノヨゾラ哨戒班 -沖縄アレンジMV-」提供

2020年
- 10月 沖縄テレビ(OTV)「Vチューバ―・根間ういのちゅーばーTV」- OP に「IYA-SA-SA!」提供

2021年
- 2月 「一万人のエイサー踊り隊」琉球國祭り太鼓 様に「ウミワタリ」提供
- 11月　沖縄県うるま市による歴史・自然・食・芸能を紹介する企画"ダイナミックジャーニー"のイメージソングとして「青々」提供

2022年
- 7月3日 JAL presents 「第19回 琉球海炎祭」OKINAWA Music Part に「青々」提供
- 9月 琉球朝日放送(QAB) 天気予報「お天気 Qごろ～」- 「ぐるくんのうた」提供

## ディスコグラフィ

### オリジナル楽曲
おきなわ部
| 発表日        | タイトル                | Youtube MV    | 作詞                  | 作曲              | 編曲         | 備考 |
| ------------- | ----------------------- | ------------- | --------------------- | ----------------- | ------------ | --- |
| 2020年7月25日 | ちゅらちゅら☆ゆいま～る | MV            | 530(ゴサマル) 早紅夜  | 大賀智章 根間うい | 大賀智章     | |
| 2020年7月25日 | IYA-SA-SA!              | MV            | 福永周平 松元靖       | 松元靖            | とく         | |
| 2021年6月25日 | ウミワタリ              | MV            | まろん                | リサレコ          | 来兎         | 「一万人のエイサー踊り隊」琉球國祭り太鼓 提供楽曲 エイサー：琉球國祭り太鼓 Full ver.は2021/10/22に公開                                                         |
| 2021年6月25日 | ウミワタリ              | MV(Short Ver) | まろん                | リサレコ          | 来兎         | MV ショートVer.は2021/2/13に公開 |
| 2021年3月22日 | スタートダッシュ        | MV            | 杏果                  | takuya            | What at lazz | 初出は 2021年3月22日 祝2周年記念配信 沖縄のロックバンド What at lazz とのコラボ楽曲                                                                            |
| 2021年8月3日  | 青々                    | MV            | 新里英之(HY) 根間うい | 新里英之(HY)      | 来兎         | 沖縄を代表する音楽グループ HY とのコラボ楽曲 沖縄県うるま市を紹介する「ダイナミックジャーニー」提供楽曲 Amazonデジタルミュージックアルバム部門 人気度1位を獲得 |
| 2022年8月15日 | ぐるくんのうた          | MV            | 根間うい k*2          | リサレコ          | 来兎         | MVの絵コンテ・イラスト・振り付けは根間ういが担当 Amazonデジタルミュージックアルバム部門 人気度1位を獲得 ぐるくんのうた振り付け動画                             |

### 参加楽曲
| 発売日         | タイトル            | Youtube MV | 作詞                | 作曲     | 編曲    | 備考 |
| -------------- | ------------------- | ---------- | ------------------- | -------- | ------- | --- |
| 2019年12月16日 | We're The Lights    | MV         | FUNK UCHINO         | TAKAROT  | TAKAROT | 「日本烈島」楽曲 大蔦エル,せんのいのり,舞鶴よかと,根間うい 音楽配信サービス限定発売 ノンストップDJ MIX ver.が『VirtuaREAL MIX.02 mixed by DJ TAMU』に収録 |
| 2024年6月16日  | Hello you, Hello me | MV         | 広瀬香美 岡田マリア | 広瀬香美 |         | JVCケンウッドバーチャルライブ「MAGICL JUKEBOX」テーマソング 香美2号ちゃん,おめがシスターズ,朝ノ瑠璃,MaiR,銀河アリス,根間うい, 黒杜えれん & 波澄りお       |

## おきなわ部
おきなわ部 (okinawa club)は「あしびかんぱにー」が運営するバーチャルタレントユニットの名称であり、「沖縄って最高！！」「沖縄の魅力を、もっともっとみんなに知ってもらいたい！」との想いから、沖縄が大好きな VTuber根間うい が発起人となって立ち上げた。

創設当初はYouTubeなどSNSを中心に活動していたが、現在はTV・CM・雑誌・イベント等、様々な場所に出没し活躍している。

「おきなわ部」には「根間うい」「獅子丸ほむら」「獅子丸しずく」の三名のVTuberが所属していたが、2022年6月30日に「獅子丸ほむら」「獅子丸しずく」の活動休止を受け現在は「根間うい」一人となっているが、使用する状況によって下記のスタッフを含めて「おきなわ部」と呼称する場合もある。

### メンバー
| 名前         | カラー | Twitter                                       | 備考                                                              |
| ------------ | ------ | --------------------------------------------- | ----------------------------------------------------------------- |
| 根間うい     | 赤色   | 根間うい (@ui_nema) - X（旧Twitter）          | おきなわ部 部長                                                   |
| 獅子丸ほむら | 橙色   | 獅子丸ほむら (@homura_hmsz) - X（旧Twitter）  | 獅子丸しずくと双子姉妹 2019年11月25日入部 - 2022年6月30日活動休止 |
| 獅子丸しずく | 青色   | 獅子丸しずく (@shizuku_hmsz) - X（旧Twitter） | 獅子丸ほむらと双子姉妹 2019年11月25日入部 - 2022年6月30日活動休止 |

### スタッフ
| 名前         | Twitter                                     | 備考                                                 |
| ------------ | ------------------------------------------- | ---------------------------------------------------- |
| ししごん     | ししごん (@ashibi_company) - X（旧Twitter） | おきなわ部 プロデューサー 船・ゴボウ・パクチーが弱点 |
| ソルジャー   | -                                           | 根間うい 担当制作ディレクター                        |
| とくさん     | -                                           | 根間ういファンクラブ 担当スタッフ                    |
| 星砂いお     | 星砂いお (@io_hoshizuna) - X（旧Twitter）   | おきなわ部のバーチャルエンジニア                     |
| カフテ       | カフテ (@cafu_te) - X（旧Twitter）          | 通称「ママママ」。根間うい デザイン担当              |
| マーク       | -                                           |                                                      |
| たんたん     | -                                           |                                                      |
| ミネM        | -                                           |                                                      |
| ゆうじろう   | -                                           | おきなわ部エンジニア 通称「にゃんちゅう」            |
| リョーマさん | -                                           | カリスマエンジニア                                   |
| DJ Coo       | -                                           | (Disk Jockey ではない)                               |
| ぞのの       | -                                           | 動画エンジニア                                       |